# Tu-141 (航空機)
Tu-141ストリーシュ
ロシアのモニノ空軍博物館に置かれたTu-141「ストリーシュ」
- 用途：偵察
- 分類：UAV
- 製造者：ツポレフ
- 運用者：ソ連、ロシア連邦、ウクライナ
- 初飛行：1974年
- 生産数：142機
- 生産開始：1979-1989年
- 運用開始：1979年
- 運用状況：ロシアでは1989年退役、ただしウクライナでは2014年に再就役[1]。

ツポレフTu-141ストリーシュ（「アマツバメ」の意味、ロシア語: Стриж)は、ソビエト連邦が開発した偵察用無人航空機（UAV、ドローン）である。1970年代後半から1980年代にかけてソ連陸軍で使われた。2022年ロシアのウクライナ侵攻などにおいてもウクライナ軍が長距離対地攻撃に使用しているとみられている。

## 開発

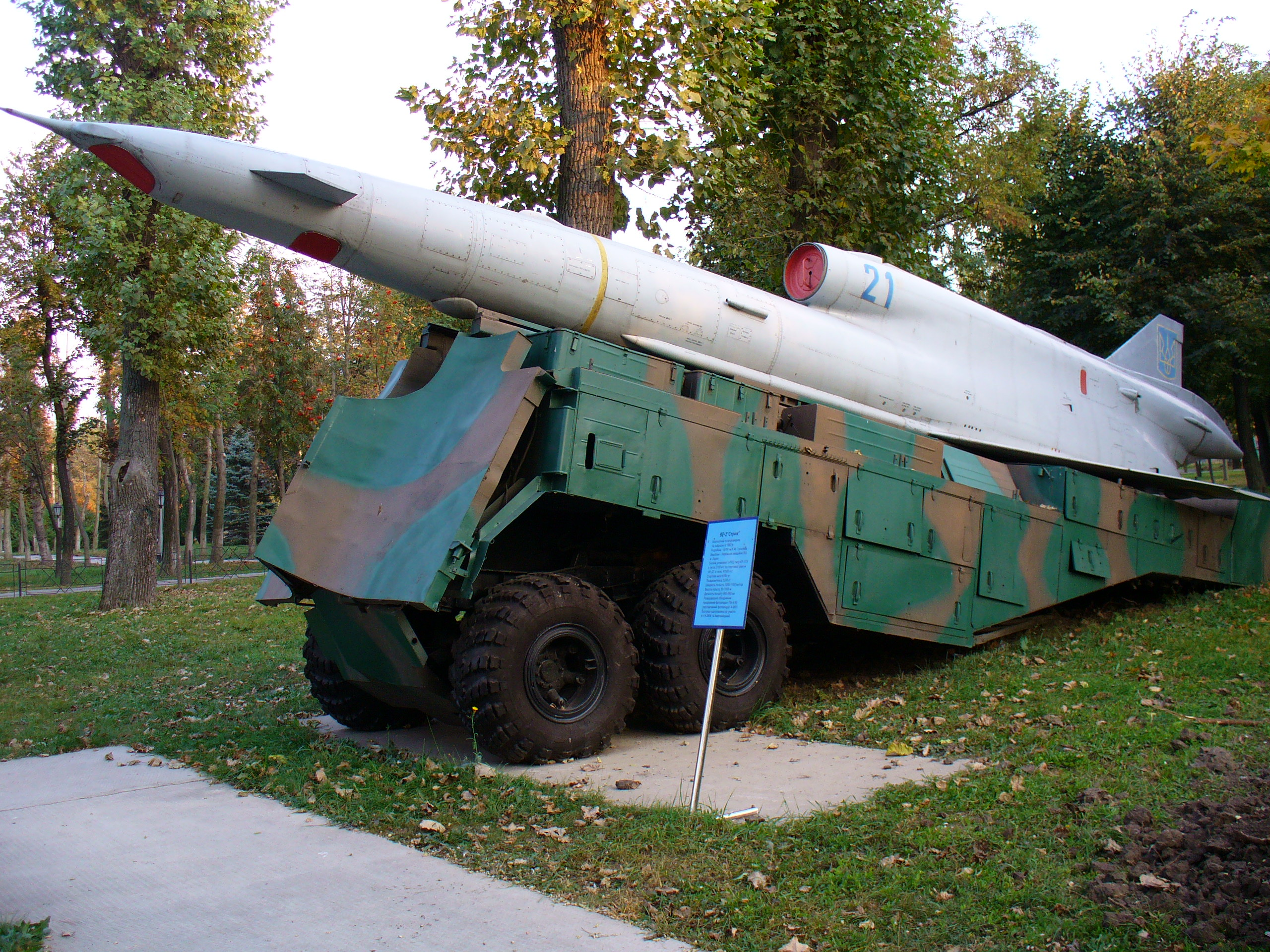
発進装置上のTu-141

Tu-141はツポレフTu-123に続く機体で、比較的大型かつ中距離航続力を持つ偵察用ドローンである。本機は、前線に接続する後方数百kmを遷音速で偵察する任務を負うため設計された。この機はフィルムカメラ、赤外線画像装置、EO画像装置、イメージングレーダーなどの多様な機材を積むことができる。
従来のツポレフの機体設計のように、本機はダートのように後方にデルタ翼を配置しており、前方にはカナードを配置、またKR-17Aターボジェットエンジンを後部上方に載せている。この機体は固体火薬ブースターを用いて発進台車から発進し、機尾に備えたパラシュートを用いて着地する。
Tu-141は1979年から1989年までソビエト軍に就役し、大半はソ連邦の西側国境地帯に配置された。

## 実戦運用
ドンバス戦争において、ウクライナ空軍がTu-141を任務に再投入した。
2022年ロシアのウクライナ侵攻において、同年12月5日にロシア本土の戦略爆撃機基地に対して行なわれたウクライナ軍によると見られる攻撃では、Tu-141を改造したドローンが用いられたとの情報がある。この攻撃で用いたのはTu-141ではなくTu-143である可能性も指摘されている。

## 性能、諸元
データは脚注による。
- 主要諸元
  - 乗員：無し
  - 全長：14.33m
  - 翼幅：3.88m
  - 全高：2.44m
  - 翼面積：10.0平方m
  - 全備重量：6.215kg
  - 主エンジン：ツマンスキーKR-17A、推力19.6kN

- 性能
  - 最高速度：1,100km/h
  - 巡航速度：1,000km/h
  - 航続距離：1,000km
  - 実用上昇限度：6,000m